# أندي بروس
أندي بروس (بالإنجليزية: Andy Bruce)‏ (9 أغسطس 1964 بإدنبرة في المملكة المتحدة - ) هو لاعب كرة قدم بريطاني في مركز حراسة المرمى. لعب مع نادي بارتيك ثيسل ونادي رينجرز وهارت أوف ميدلوثيان ونادي غرينوك مورتون.